# More Than Just a Residency
A More Than Just a Residency az ausztrál énekes-dalszerző Kylie Minogue megrendezésre kerülő koncertrezidense volt, mely tizenhatodik stúdióalbumának, a Tension népszerűsítésére szolgált. A rezidenciát 2023 augusztusában jelentették be, és 2023. november 3 és 2024. május 4-e között került megrendezésre a The Venetian Las Vegas nevű luxushotelben.

## Előzmények
A közelgő tizenhatodik stúdióalbum, a Tension (2023) promóciós ciklusának kezdetén Minogue-t több médiában is megkérdezték a turnékról, különösen az Észak-Amerikai turnéról, és a Vegas-i Residency-ről. Andy Cohen műsorában a Watch What Happens Live with Andy Cohen címűben azt válaszolta Minogue, hogy „nagyon lehetséges”. A pletykák felerősödtek, amikor egy videó látott napvilágot az interakcióról szóló beszámolóiban, amelyet a közösségi médiában a rajongók egy esetleges tartózkodási helyról szóló bejegyzést fedtek fel, valamint különféle beszélgetéseket, amelyek megemlítették a hamarosan megjelenő "Vegas High" című dalát is.
2023. július 28-án Minogue közösségi oldalain jelentették be a More Than Just a Residency-t, és egy videót tettek közé a fellépésekről, valamint a rezidencia dátumairól a „Vegas High” támogatásával. Sajtóközleményben Minogue kijelentette, hogy a bemutatót három éve fejlesztik, illetve úgy nyilatkozott, hogy úgy érzi, megtalálta a megfelelő időpontot ezekre a fellépéseire.
„Azt akarom, hogy legyen egy fajta esszenciája a dolognak, amivé egy Kylie-műsor válhat, melyben csillogás és elhagyatottság van. Vannak olyan verziói a műsornak, amelyeket még nem hallottam, például a dalok újraértelmezése, ami izgalmas. Élő ágytáncok, csodálatos jelmezek. Ez az alap, aztán majd meglátjuk, milyen meglepetésekkel tudunk előrukkolni még”. – nyilatkozta Minogue

## Kereskedelmi sikerek
Minogue rezidenciáját elsöprő jegykereslet fogadta. Az első tíz előadásra a jegyek órákon belül elfogytak. Kezdetben a jegyvásárlással kapcsolatos problémák merültek fel, majd később ez arra késztette a színház képviselőit, hogy további tíz időpont bejelentésével fogadják a rajongókat. A bemutatók második kiadására is a megjelenést követő 30 percen belül elfogtak a jegyek.

## Játszási lista
A dallista a 2023. november 4-i koncertről származik.
1. "Light Years"
2. "Supernova"
3. "Your Disco Needs You"
4. "Come into My World"
5. "Vegas High"
6. "In Your Eyes"
7. "Get Outta My Way"
8. "Slow" / "Love to Love You Baby"
9. "Hold On to Now"
10. "Can't Help Falling in Love"
11. "Tension"
12. "Confide in Me"
13. "Spinning Around"
14. "The Loco-Motion"
15. "All the Lovers"
16. "Padam Padam"
17. "Can’t Get You Out of My Head"
18. "Love at First Sight"